# 靈貓六國

靈貓六國：哥伦比亚、印度尼西亚、越南、埃及、土耳其及南非

靈貓六國（CIVETS）包括6個新兴市场國家：哥伦比亚、印度尼西亚、越南、埃及、土耳其及南非，這些國家受青睞的原因包括「多元及有活力的經濟體」、「年輕、持續成長的人口」  ，與高盛吉姆·奥尼尔提出的未来11国可做為比較。